# Winfried Kolley
Winfried Kolley  (* 5. September 1940 in Frankenstein/Schlesien) ist ein deutscher theoretischer Physiker und Hochschullehrer.

## Biografie
Nach dem Abitur und nach zweijährigem NVA-Dienst studierte Winfried Kolley von 1960 bis 1965 Physik an der Universität Leipzig. 1970 wurde er mit der Arbeit Allgemeine Lösungstheorie der linearisierten Vlasov-BGK-Gleichung für Plasmen im Magnetfeld bei Günter Vojta promoviert. Von 1974 bis 1978 war er wissenschaftlicher Mitarbeiter am Laboratorium für Theoretische Physik des Vereinigten Institutes für Kernforschung in Dubna in der Sowjetunion. 1980 erwarb er die Promotion B (Dr. sc. nat.) mit der Schrift Renormierte Responsefunktionen für substitutionell ungeordnete Legierungen mit Vertexkorrekturen aufgrund von Nichtdiagonalstochastik und Elektronenkorrelation, die 1991 in die Habilitation umgewandelt wurde.
1980 erwarb er die facultas docendi. 1988 wurde er außerordentlicher Hochschuldozent für theoretische Physik. Von 1997 bis 2005 war er Privatdozent für theoretische Physik an der Universität Leipzig.
Kolley ist mit der Physikerin Edeltraud Kolley verheiratet. Das Ehepaar hat einen Großteil seiner Publikationen gemeinsam verfasst.

## Forschung
Die gemeinsamen Forschungsthemen von Edeltraud und Winfried  Kolley lagen in der kinetischen Plasmatheorie, theoretischen Festkörperphysik, Physik der kondensierten Materie, Quantenfeldtheorie und Theorie der Supraleitung.
- In ihren Arbeiten zu ungeordneten Systemen, speziell zu substitutionell-ungeordneten binären Legierungen, wurde die kohärente-Potential-Approximation auf Nichtdiagonalstochastik erweitert.
- Die Elektronenkorrelationen in ungeordneten, metallischen Legierungen mit schmalen Bändern wurden mit dem Hubbard-Modell bei stochastischer Wechselwirkung beschrieben – im Hinblick auf itineranten Ferromagnetismus.
- Die entwickelte Mittelungsmethode für ungeordnete Systeme wurde angewendet zur Berechnung der Supraleitung auf dem Zufallsgitter für substitutionell-ungeordnete Legierungen.
- Das duale, itinerante bzw. lokalisierte, Verhalten der Elektronen stand im Mittelpunkt bei der Untersuchung der Perkolation, Koexistenz von Ferromagnetismus und Supraleitung, Spinglas, Lokalisierung.
- Feldtheoretische Zugänge im Funktionalintegral-Formalismus wurden publiziert zum Band-Ferromagnetismus, zur stochastischen Quantisierung ungeordneter Fermionen, auf der Keldysh-Kontur, für ungeordnete Supraleiter, für ungeordnete wechselwirkende Fermi-Systeme, für das funktionale Selbstenergie-Schema im Hubbard-Modell. Anzumerken sind die Green-Funktionen für Elektronen auf dem Gitter.
- Die Hochtemperatur-Supraleitung in Systemen mit Schichtstruktur (Kuprat- (oder Cu-O-) Supraleiter) wurde mit einer Vielfalt mikroskopischer Modelle für stark korrelierte Elektronen analysiert, darunter das attraktive (im Gegensatz zum ursprünglich betrachteten repulsiven) Hubbard-Modell, das Emery-Modell, Modelle vom Typ t-J in verschiedenen Varianten sowie das Anderson-Modell. Teilweise wurde ein effektives „spinon-holon“-Bild mit lokalisierten Cu-Spins und mobilen O-Löchern verwendet. Die fundamentalen Wechselwirkungen, die zur supraleitenden Paarbildung führen, wurden im Rahmen konsistenter Näherungen hergeleitet. In einer relativistischen Formulierung des Lawrence-Doniach-Modells, die für geschichtete Supraleiter mit schwachem Josephson-Tunneln zwischen den Schichten anwendbar ist, wurde die Brechung der U(1)-Eichsymmetrie mittels eines Higgs-Mechanismus beschrieben.

## Publikationen
Edeltraud und Winfried Kolley haben seit 1975 gemeinsam zahlreiche Beiträge, auch mit einigen jungen Mitarbeitern, in wissenschaftlichen Fachzeitschriften veröffentlicht, vor allem in Physica Status Solidi und in Communication of the Joint Institute for Nuclear Research (JINR), sowie in  Acta Physica Polonica A, Annalen der Physik, Phys. Lett. A, Journal of Physics A: Mathematical and General, Modern Physics Letters B, Nuovo Cimento, Fizika Tverd. Tela, Wissenschaftliche Zeitschrift der Karl-Marx-Universität Leipzig, Zeitschrift für Physik - B Condensed Matter and Quanta. Insgesamt entstanden 90 wissenschaftliche Publikationen.
2008 erschien der Artikel "Supraleitung und Eichsymmetrie-Brechung" in Heft 7 der Reihe „Synergie, Syntropie, Nichtlineare Systeme“, ISBN 978-3-86583-307-5.
2022 erschien das Buch „Physical Theories: Basic Formulations and Differential Forms“ im Leipziger Universitätsverlag, ISBN 978-3-96023-478-4.